# Erick Otieno
Erick Ouma Otieno, detto Marcelo (Nairobi, 27 settembre 1996), è un calciatore keniota, difensore del Raków Częstochowa e della nazionale keniota.

## Carriera

### Club
Ha iniziato a giocare a calcio all'età di 7 anni presso la Future Stars Soccer Academy e successivamente ha fatto parte della squadra della Kakamega School, entrambe in Kenya.
Nel gennaio del 2016 si è unito ad un'altra squadra keniota, il Gor Mahia, con cui ha firmato un accordo di 6 mesi poi rinnovato di altri 6 mesi fino alla fine dell'anno. A fine stagione è stato nominato miglior giovane esordiente della Kenyan Premier League 2016.
Sempre a gennaio, ma nel 2017, è stato ingaggiato dalla formazione georgiana del K'olkheti-1913 Poti, pur potendo iniziare a giocare solo da marzo, mese in cui è effettivamente arrivato il transfer internazionale. Complice questo fatto e complici alcuni problemi fisici, quell'anno è riuscito a disputare 19 partite di campionato.
Nel gennaio 2018, nonostante una trattativa con gli iraniani del Pars Jonoubi Jam, ha preferito raggiungere nella seconda serie albanese il tecnico Zé Maria, che stava allenando il Tirana e che già aveva allenato il giocatore ai tempi del Kenya. Tuttavia, anche a causa dei regolamenti sui giocatori stranieri, il Tirana ha girato in prestito il giocatore keniota ad un altro club dello stesso campionato, il Kastrioti, con cui non ha trovato successo.
Lasciata l'Albania, nel luglio 2018 è approdato al Vasalund nella quarta serie svedese insieme al connazionale Ovella Ochieng. Ad ottobre la squadra ha conquistato la promozione in terza serie. Ouma Otieno è rimasto al Vasalund anche per l'intera stagione 2019, durante la quale ha messo a referto 19 presenze e una rete.
Il 4 dicembre 2019 è stato annunciato che – a partire dall'imminente mese di gennaio – il giocatore sarebbe approdato all'AIK, squadra del massimo campionato svedese, con cui ha firmato fino al 31 dicembre 2024. Il trasferimento è avvenuto anche grazie al rapporto di collaborazione reciproca tra AIK e Vasalund. La sua prima stagione in nerogiallo tuttavia è stata condizionata da una frattura al piede occorsogli in precampionato a maggio: questo infortunio lo ha costretto ad operarsi e a dover attendere oltre quattro mesi e mezzo per il debutto in Allsvenskan, avvenuto alla 24ª giornata nel successo contro l'IFK Göteborg.
Nel campionato 2021 ha giocato 29 partite su 30, mettendosi in mostra al punto di risultare uno dei tre nominati per il premio di difensore dell'anno dell'intera Allsvenskan.

### Nazionale
Nel 2016 ha esordito in nazionale.